# Massacre de l'école de Mpondwe
Le massacre de l'école de Mpondwe est une tuerie en milieu scolaire survenue le 16 juin 2023, lorsque des rebelles des Forces démocratiques alliées (ADF) attaquent une école à Mpondwe, une ville du district de Kasese, dans l'ouest de l'Ouganda, à la frontière avec la République démocratique du Congo. Quarante-deux personnes ont été tuées, dont 38 élèves.

## Contexte
L'école secondaire de Mpondwe Lhubiriha est un internat situé à Mpondwe, dans le district de Kasese. Il s'agit d'un établissement privé, construit par une ONG dirigée par des Canadiens. Au moment de l'attaque de juin 2023, 63 élèves des deux sexes y vivaient. Selon les déclarations de la première dame et ministre de l'éducation Janet Museveni, la propriété et le contrôle de l'école faisaient l'objet d'un litige,.
En 1987, un groupe d'insurgés chrétiens, l'Armée de résistance du Seigneur, a lancé une insurrection en Ouganda. Le plus important de leurs enlèvements massifs a eu lieu dans une école secondaire à Aboke, dans le district d'Apac, dans la région du Nord. Des groupes d'insurgés islamistes ont commis des attentats suicides en 2010 à Kampala, ainsi qu'en 2021 à Kampala et dans les districts de Mpigi et de Nakaseke, dans la région centrale. L'attaque contre l'école secondaire de Mpondwe Lhubiriha est la première attaque des Forces démocratiques alliées (ADF) contre une école ougandaise depuis 25 ans : en juin 1998, le massacre de Kichwamba a été perpétré par les ADF à l'Uganda Technical College, Kichwamba, près de la frontière avec la République démocratique du Congo, tuant 80 étudiants qui ont été brûlés vifs dans leurs dortoirs et en enlevant plus de 100 autres.

## Attaque
L'attaque contre l'école secondaire de Mpondwe Lhubiriha à Mpondwe a coûté la vie à 41 personnes (38 élèves, un garde de l'école et deux résidents locaux), et a fait huit blessés graves, six autres personnes ont été enlevées.
Après avoir pillé les réserves de nourritures, les terroristes ont brûlé le dortoir, brûlant vif les étudiants restants qui avaient réussi à se cacher. Certains des corps présentaient des brûlures importantes, ce qui a nécessité des tests ADN à des fins d'identification. Les assaillants ont mis le feu aux matelas des étudiants et auraient déclenché des explosions dans les environs, ce qui explique la mort de 17 des étudiants.

## Auteurs
Selon le général de division Olum, les forces de sécurité avaient reçu des renseignements indiquant la présence de rebelles dans la zone frontalière du côté de la République démocratique du Congo (RDC) pendant au moins deux jours avant l'attaque. La police ougandaise a identifié les Forces démocratiques alliées (ADF) comme responsables de l'attaque.

## Suites
Fred Enanga, porte-parole de la police nationale, a déclaré qu'un grand nombre de corps ont été transportés à l'hôpital de Bwera. Les autorités ont déclaré que les soldats ont poursuivi le groupe, qui s'est enfui en direction du parc national des Virunga en RDC. En outre, l'armée ougandaise a mobilisé des avions pour aider à localiser le groupe rebelle. Selon l'agence de presse AFP, il reste un nombre important d'étudiants dont on ne sait pas où ils se trouvent.
Le ministère de l'Éducation et des Sports a versé 5 millions de shillings (environ 1 350 dollars) à chacune des familles endeuillées pour les aider à payer les frais d'obsèques. Les étudiants blessés ont reçu 2 millions de shillings pour les aider à couvrir leurs frais médicaux.